# Vjatsjeslav Malafejev
Vjatsjeslav Aleksandrovitsj Malafejev (Russisch: Вячеслав Александрович Малафеев) (Leningrad, 4 maart 1979) is een Russisch voormalig doelman in het betaald voetbal.

## Clubcarrière
Malafejev debuteerde in 1999 in de hoofdmacht van FK Zenit Sint-Petersburg, waar hij eerder deel uitmaakte van het tweede team. De doelman won bij Zenit in 2007 het Russisch landskampioenschap en in 2008 de UEFA Cup. Hij maakte deel uit van de Russische nationale ploeg tijdens onder meer het EK 2004, EK 2008 en het EK 2012.

## Interlandcarrière
Op 19 november 2003 debuteerde hij voor het Russisch voetbalelftal in de EK-kwalificatiewedstrijd tegen Wales (0–1), dewelke de Russen de kwalificatie opleverde met een doelpunt van verdediger Vadim Jevsejev. Na het EK 2012 maakte hij bekend te stoppen als Russisch international om meer tijd vrij te kunnen maken voor zijn kinderen. Hij verklaarde wel paraat te staan in geval van nood, bij eventuele blessures of schorsingen van de andere Russische doelmannen.
Malafejevs carrière bij het Russisch voetbalelftal stond vrijwel steeds in de schaduw van die van Igor Akinfejev, de eerste doelman van CSKA Moskou.

## Erelijst
FK Zenit Sint-Petersburg
- UEFA Cup

2008
- UEFA Super Cup

2008

## Persoonlijk leven
Malafejevs vrouw Marina verongelukte op de ochtend van 17 maart 2011.